# جوکی-نی
جوکی-نی (به ژاپنی: 寿桂尼 Jukei-ni); ح.1490 – ۱۱ آوریل ۱۵۶۸) یک زن حاکم قلعه و همسر ایماگاوا اوجیچیکا رهبر خاندان ایماگاوا در ولایت سوروگا اهل ژاپن بود.
یک بانوی اشرافی بود که به عنوان دفاکتو خاندان ایماگاوا در دوران دوره سنگوکو بود. در خانواده اشرافی ناکامیکادو از کیوتو به دنیا آمد. همسر ایماگاوا اوجیچیکا بود و او به عنوان سرپرست و مشاور برای اوجیچیکا، پسرانش ایماگاوا اوجیترو (دهمین رهبر خاندان)، ایماگاوا یوشیموتو (یازدهمین رهبر خاندان) و نوه‌اش عمل کرد. ایماگاوا اوجیزانه (دوازدهمین رهبر خاندان)همچنین به نام های
اونا دایمیو (به معنی دایمیوی زن)  و آمامیدای شناخته می شود، زمانی اعلام کرد که او. از خاندان ایماگاوا را تا زمانی که به قبرش برود محافظت می کند.

## زندگی
او دختر دایناگون ناکامیکادو نوبوتانه ، و از خاندان ناکامیکادو، یک خانواده اشرافی نزدیک به امپراتور ژاپن در کیوتو بود.